# Seinfeld
Seinfeld är en amerikansk situationskomedi, skapad av Jerry Seinfeld och Larry David. Serien sändes mellan 1989 och 1998. Totalt producerades 180 avsnitt, uppdelade på nio säsonger. Serien blev en av de populäraste någonsin, både i USA och i andra länder. Det sista avsnittet sågs av 76 miljoner då det sändes i USA.
Seinfeld handlar om ett gäng Manhattan-bor som är ytliga, självupptagna, cyniska och ofta snöar in på de mest bisarra småsaker. Serien är känd som ”A Show About Nothing", "en serie om ingenting”, då historierna ofta handlar om vardagslivet och problem som rör högst vardagliga saker. Händelserna i serien bygger ofta på sådant som manusförfattarna själva varit med om. Huvudfiguren i serien är Jerry Seinfeld, en figur som delvis bygger på den verklige Jerry Seinfeld. Under de första sju säsongerna inleds och avslutas varje avsnitt i allmänhet av en kort sekvens där Jerry framför ståuppkomik.

## Huvudpersoner

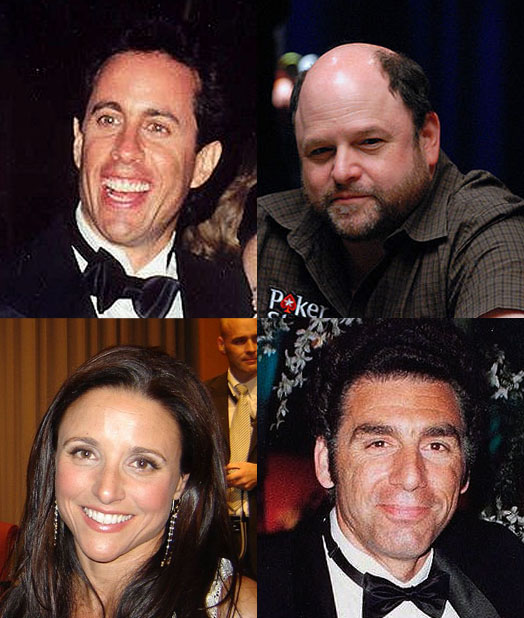
Huvudrollsinnehavarna i Seinfeld.

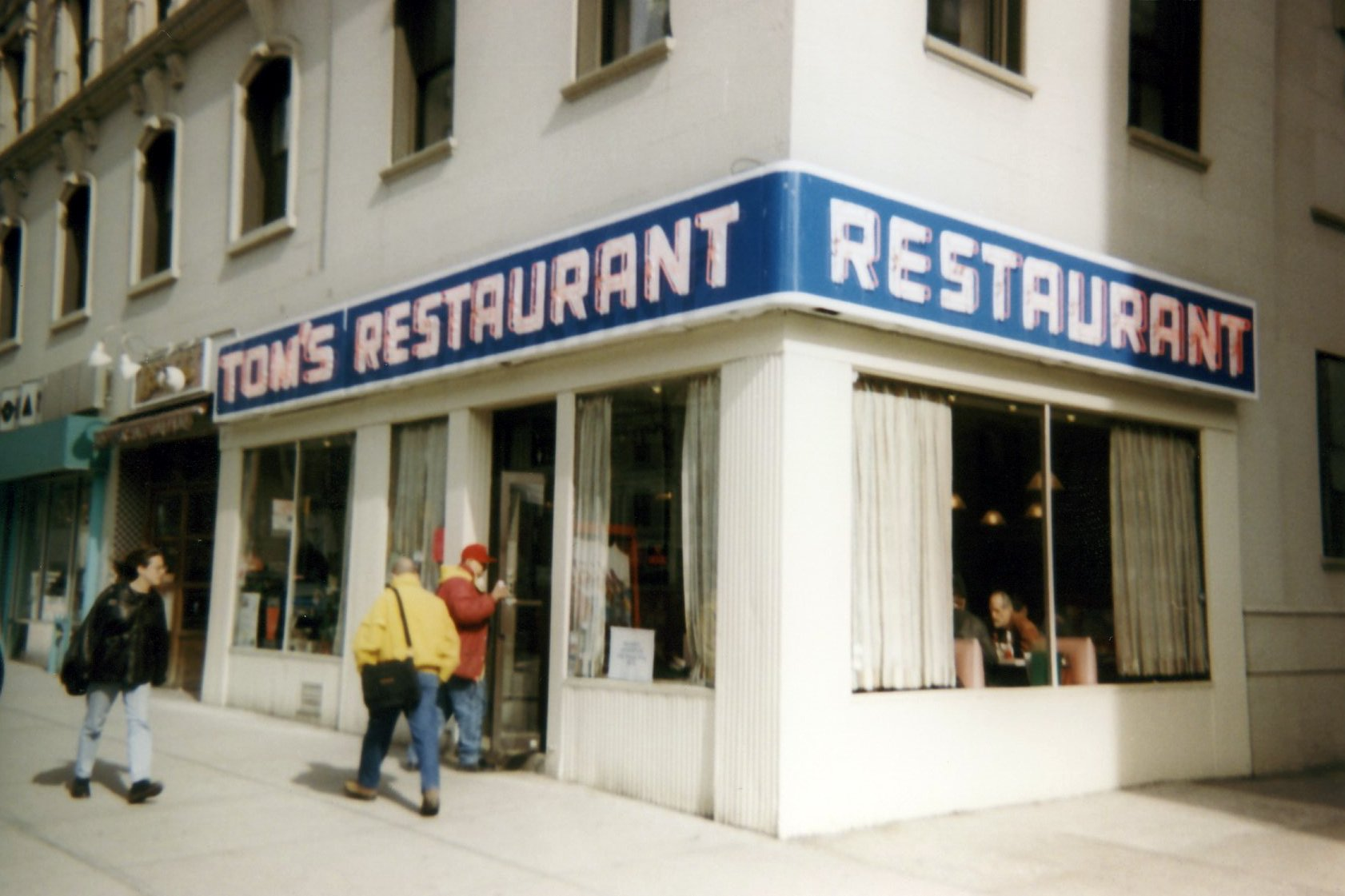
Monk’s Café, som serien delvis utspelar sig i, heter i verkligheten Tom’s Restaurant och finns på Manhattan.

- Jerome 'Jerry' Seinfeld (spelad av Jerry Seinfeld) är ståuppkomiker till yrket. Han bor i en lägenhet på Manhattan där hans vänner ständigt tittar förbi, vilket är grunden för handlingen i serien. Han har hela tiden nya flickvänner, men för det mesta varar förhållandena inte längre än ett avsnitt. Ofta hakar Jerry upp sig på någon obetydlig egenhet hos flickvännen, vilket till slut får honom att göra slut med denna eller att hon gör slut med honom. Även när det gäller hans vänner och andra människor är han ständigt sysselsatt med att leta efter fel och, som han uppfattar det, "konstiga" saker de gör, vilket han inte är sen med att kommentera. Han är mycket noga vad gäller hygien och balanserar ibland på gränsen till renlighetsmani. Trots dessa egenskaper framstår Jerry som den mest sansade och eftertänksamma av de fyra huvudpersonerna. Han är även ett stort fan av Stålmannen.

- George Louis Costanza (spelad av Jason Alexander) är Jerrys vän sedan skolåldern. Han lyckas oftast inte behålla ett arbete under någon längre tid. Han arbetade i början av serien som mäklare och har sedan dess varit bland annat manusförfattare (ihop med Jerry) och jobbat för baseball-laget New York Yankees. George är neurotisk, hetsig och rastlös och ljuger gärna för att ta sig ur besvärliga situationer, vilket alltid får helt andra konsekvenser än han tänkt sig. Snålhet är en annan av Georges egenskaper – han gör nästan vad som helst för pengar. Han är också extremt känslosam och kan gå från euforisk glädje till djupaste förtvivlan på bråkdelen av en sekund. Hans bordsskick är mycket dåligt, speciellt när han äter spaghetti. Han har stora komplex för sin skallighet, något som resulterar i en kortare tids tupébärande. Rollfiguren George Costanza är baserad på medskaparen Larry David[2] och Jerry Seinfelds collegevän Mike Costanza.

- Elaine Marie Benes (spelad av Julia Louis-Dreyfus) är en annan av Jerrys vänner. Hon var tidigare hans flickvän (före seriens början). Elaine är den som lever det mest normala livet av de fyra huvudpersonerna. De olika jobb hon har under seriens gång är vanliga "9 till 5"-jobb, de två varaktigaste på bokförlaget Pendant Publishing och postorderfirman J. Peterman Catalog Company. Elaine tänker på miljöfrågor och äter enligt pescetarianism. Hon är feminist och den mest intellektuella av seriens rollfigurer med en IQ på 151. Ofta är hon väldigt frispråkig och avslöjar obesvärat privata saker, även för främlingar. Precis som George ljuger hon gärna, men lyckas ofta bättre med sina lögner än George (vilket märks tydligare i senare säsonger). Hon har också överdrivna uppfattningar om sig själv vad gäller sin skönhet och intelligens. Elaine är också en mycket dålig dansare. Hennes kärleksliv är hektiskt och hon byter pojkvänner nästan lika ofta som Jerry byter flickvänner, ofta på grund av småsaker som till exempel uteblivna utropstecken i en kom-ihåg-lapp. Benes fanns inte med i original-idén till Seinfeld, men tv-bolaget ansåg att serien behövde en kvinnlig karaktär. Karaktären är baserad på Larry Davids före detta flickvän Monica Yate, Jerry Seinfelds före detta flickvänner, Susan McNabb och den numera lesbiska komikern Carol Leifer. Leifer har också varit med att skapa flera avsnitt[2].

- Cosmo Kramer (spelad av Michael Richards) är Jerrys vän och granne. Kramer är en udda, excentrisk person som alltid har egna lösningar på saker och ting. Han har aldrig något fast jobb (långtidsstrejkande, vilket visas i avsnittet The Strike) och ägnar sig ofta åt alternativa, inte alltid lagliga, sätt att tjäna pengar. Ett par av hans projekt är bland annat en restaurangkedja där kunderna ska tillaga sina egna pizzor, en parfym som doftar sandstrand och en soffbordsbok om soffbord, som dessutom har utvikbara ben så att den kan förvandlas till ett soffbord. Eftersom hans projekt inte brukar ge någon utdelning är det en gåta hur han klarar sitt uppehälle. I avsnittet the Subway vinner han dock en stor mängd pengar på hästkapplöpning. Han sparar emellertid en hel del pengar på att snylta mat och annat av Jerry, vars lägenhet är som ett andra hem för honom. Han knackar aldrig när han ska in, utan har ett mycket speciellt sätt att plötsligt "flyga" in genom dörren. Kramer är alltid hänsynslöst uppriktig mot folk, vilket ofta får oväntat positiva konsekvenser. Han har även en ovanlig förmåga att skaffa nya vänner i vilka kretsar som helst och han har ett kontaktnät som är större än de flestas. Han refererar ofta till vänner som aldrig visas i serien, bland andra Bob Sacamano och Jay Reimenschneider. Ett namn som han ibland kallar sig är Dr. Van Nostrand (Martin Van Nostrand). Utseendemässigt karaktäriseras han av sin uppåtstående frisyr och retro-klädstil. I några avsnitt kallar Elaine honom "hipster doofus" (ung. "hipster-pappskalle").[3] Kramer är den enda av de fyra huvudpersonerna som aldrig har en inre dialog med sig själv. Rollfiguren är baserad på en verklig person, Kenny Kramer, som bodde granne med serieskaparen Larry David i New York under en period. Kramers mor är alkoholist.

## Bifigurer
- Newman (först av Larry Davids röst, senare spelad av Wayne Knight) är Jerrys granne, tillika ärkefiende. Newman är dock god vän med Kramer. Brevbärare till yrket. Varje gång Newman och Jerry träffas säger de med avsmak i rösten "Hello, Newman..." "Hello, Jerry...". Orsaken till deras agg mot varandra förklaras aldrig i serien, men antas bero på att Newman tycker att Jerry är oförtjänt berömd. Newman jobbar hårt för att göra livet svårt för Jerry men vinner sällan bataljerna vilket gör honom än mer arg, bitter och irriterad. Stundtals, som i avsnittet The Soup Nazi, händer det dock att han hjälper och samarbetar med Jerry på ett vänskapligt sätt.[4] Newman har även dekorerat sin lägenhet med diverse mataffischer och tavlor.
- Morty Seinfeld (första avsnittet i säsong ett spelad av Phil Bruns, sedan Barney Martin) och
- Helen Seinfeld (spelad av Liz Sheridan) är Jerry Seinfelds föräldrar. De är bosatta i Florida.
- Uncle Leo (spelad av Len Lesser) är Jerrys morbror som har en förmåga att alltid dyka upp vid "fel" tillfälle. Leo är även fruktansvärt snål.
- Frank Costanza (från början spelad av John Randolph men framförallt av Jerry Stiller) och
- Estelle Costanza (spelad av Estelle Harris) är George Costanzas föräldrar. Frank uppfann högtiden Festivus, och utvecklade tillsammans med Kramer en bysthållare för män.
- Babs Kramer (spelad av Sheree North) är Kramers mor. Hon är med i några få avsnitt och blir bland annat ertappad under en romantisk sejour med Newman.
- Mr Lippman (från början spelad av Harris Shore och sen Richard Fancy) är Elaines chef på Pendant Publishing.
- Mr Pitt (spelad av Ian Abercrombie) är en rik, pensionerad affärsman som Elaine är personlig assistent åt under den sjätte säsongen. Mr Pitt ger henne alla möjliga uppgifter, bland annat får hon handla strumpor åt honom och gissa artister på radio.
- J. Peterman (spelad av John O'Hurley) är Elaines chef på The J. Peterman Catalog Company. Han tar varje tillfälle i akt att berätta om sina resor i fjärran länder.
- George Steinbrenner (röst Larry David) är New York Yankees ägare och George Costanzas chef. Han är en excentrisk och mycket pratsam man, vars svada om allt mellan himmel och jord kan knäcka vem som helst. George (Costanza) blir ofta inkallad till Steinbrenner, och blir då tvingad att lyssna på hans prat. Han brukar försöka komma undan genom att sakta smyga baklänges ut ur kontoret. Steinbrenners ansikte visas aldrig i serien. Rollfiguren bygger på den verklige George Steinbrenner.
- Executive Morgan (spelad av Tom Wright) är Georges chef på New York Yankees.
- Susan Ross (spelad av Heidi Swedberg) är producent på NBC och sedermera Georges fästmö (under den sjunde säsongen). Hon avlider oväntat då hon slickar igen kuverten till deras bröllopsinbjudningar vars klister visar sig vara dödligt giftigt i större mängder.
- David Puddy (spelad av Patrick Warburton) är en bilmekaniker som är Elaines pojkvän till och från under säsong 6 till 9.
- Mickey Abbott (spelad av Danny Woodburn) är en kortvuxen skådespelare och vän till Kramer.
- Jackie Chiles (spelad av Phil Morris) är Kramers advokat, en parodi på kändisadvokaten Johnnie Cochran.
- Bob Sacamano är vän till Kramer. Han är aldrig med i serien, men figurerar i många av Kramers berättelser och anekdoter (ofta bisarra sådana).
- Kenny Bania (spelad av Steve Hytner) är en misslyckad ståuppkomiker som är en stor beundrare av Jerry.
- Lloyd Braun (spelad av Peter Keleghan och Matt McCoy) är barndomskamrat till Jerry och George. George har ett spänt förhållande till Lloyd Braun eftersom hans mor, Estelle Costanza, alltid favoriserade Lloyd under deras uppväxt. Namnet kommer från ABC:s entertainment executive[2].
- Tim Whatley (spelad av Bryan Cranston) är Jerrys tandläkare. Han avslöjar bland annat att den bil som George köpt i tron att den ägts av skådespelaren Jon Voight i själva verket ägts av hans tandläkarkollega, John Voight.
- Crazy Joe Davola (spelad av Peter Crombie) är en psykopat som förföljer huvudpersonerna under hela fjärde säsongen. Namnet kommer från en av ABC:s executive producers[2].
- The Soup Nazi (spelad av Larry Thomas) driver populärt soppkök med järnhand och de som är för långsamma eller krångliga med sina beställningar får ingen mat. ”No soup for you!” (– Ingen soppa åt er!) är hans karaktäristiska replik. Han förekommer endast i två avsnitt under hela serien, i The Soup Nazi samt The Finale. Han blir till slut ruinerad genom Elaines försorg. Rollfiguren baseras på restaurangägaren Ali "Al" Yeganeh och hans restaurang Soup Kitchen International.[5]
- Bob och Cedric (spelas av: Bob: Yul Vazquez och Cedric: John Paragon) är två homosexuella kriminella som alltid kommer i bråk med Kramer. En gång (i The Soup Nazi) tog de Elaines armoire (en slags garderob) med Kramer vaktande den. De lyckas misshandla Kramer i The Sponge eftersom han inte hade röda bandet på sig medan han gick en marsch för aids-sjuka. De förekommer också i The Puerto Rican Day, där de anfaller Kramer eftersom han råkade tända eld på Puerto Ricos flagga. De förekommer endast i dessa tre avsnitt.
- Jeffrey, Jerrys kusin och son till Uncle Leo. Jobbar på New Yorks parkförvaltning och omtalas som ett föredöme av sin far Uncle Leo. Jerry är inte lika imponerad. Han omtalas i fem avsnitt (The Pony Remark, The Voice, The Pen, The Package och The Bubble Boy), men figuren spelas inte av någon person eller röst.
- Babu Bhatt (Spelad av Brian George) är en invandrare från Pakistan som driver "Dream Café" mitt emot Jerry och som senare efter brevförväxling blir utskickad ur landet och svär att hämnas Jerry för detta.
- Sid Fields (spelad av Bill Erwin) är en elak, vresig och extremt misstänksam gammal man som förolämpar och skäller på alla i sin omgivning. Han förekommer endast i två avsnitt i hela serien, främst i avsnittet "The Old Man" då Jerry volontärarbetar i hemtjänsten och får tilldelat sig uppdraget att umgås med den vresige Sid, något han dock ger upp ganska snabbt. Han har en ung kvinna som hemhjälp som han misstänker försöker förvandla honom till en zombie och sen råna honom.

## Gästskådespelare
- 1991 Valerie Mahaffey som Patrice.
- 1991 Ralph Bruneau som Jerrys tandläkare.
- 1992 Maggie Wheeler som Cynthia.
- 1992 Peter Krause som Tim.
- 1992 Jane Leeves som Marla Penny, Jerrys dejt.
- 1992 Bob Balaban som Russell.
- 1993 Teri Hatcher som Sidra.
- 1993 Brian George som Babu.
- 1993 Anna Gunn, som Jerrys dejt Amy.
- 1993 Christa Miller som en chef när George ansökte som försäljare.
- 1993 Lisa Edelstein som Georges dejt.
- 1993 Sam Lloyd som en kille Elaine träffade på tunnelbanan.
- 1994 Courteney Cox som Jerrys flickvän Meryl.
- 1994 Michael G. Hagerty som försäljare i en antikivitesaffär.
- 1994 Richard Burgi som barnläkare.
- 1994 Bryan Cranston, som Tim Whatley, Jerrys tandläkare.
- 1995 Jon Lovitz som Gary.
- 1995 Mark Metcalf som Maestro.
- 1995 Wendie Malick som Elaines vän Wendy.
- 1995 Christa Miller som Georges dejt.
- 1995 Debra Jo Rupp som Katie.
- 1995 Bette Midler som sig själv.
- 1996 Marisa Tomei som sig själv.
- 1996 Brenda Strong som Sue Ellen.
- 1996 Brad Garrett som Tony.
- 1996 Bob Odenkirk som Ben Gelfen, Elaines dejt.
- 1996 Debra Messing som Beth.
- 1997 Kristin Davis  som Jenna.
- 1997 Robert Wagner som Mickie Abbotts pappa.
- 1997 Lauren Graham som Valerie.
- 1997 Rena Sofer som reseguiden Mary Ann.
- 1997 Neil Flynn som polis.
- 1997 Marcia Cross som dermatolog.
- 1998 Peter Stormare som Slippery Pete.

## Seriens manusförfattare och utveckling
Under åren arbetade ett stort antal personer med Seinfelds manuskript, som från början kallades Stand Up. Under de första säsongerna skrev Larry David manuskripten till de flesta avsnitten, ibland med hjälp av Jerry Seinfeld. Under den andra säsongen (1991) började Larry Charles och Peter Mehlman skriva för serien, och stod tillsammans med Larry David för de flesta avsnitten under andra–fjärde säsongen. Peter Mehlman är den som skrivit manus under flest säsonger (andra–nionde säsongen).
En ny manusförfattare under den fjärde säsongen var Andy Robin, som också fortsatte skriva ända till nionde säsongen. I den femte säsongen (1993–1994) började andra författare släppas in på allvar, bland andra kan nämnas komikern Carol Leifer och seriens producenter Tom Gammill och Max Pross. Samtidigt drog sig Larry David tillbaka något från författandet, men han medverkade fortfarande till manusen till åtta av de tjugotvå avsnitten i femte säsongen.
I och med den sjätte säsongen (1994–1995) bytte serien regissör från Tom Cherones till Andy Ackerman. Under denna och nästföljande säsong tillkom flera nya manusförfattare (bland andra Alec Berg och Jeff Schaffer) som alla satte sin prägel på serien. Detta fick till följd att serien blev något spretigare än tidigare, men den hölls samman av Larry David som noggrant övervakade hela produktionen från manusskrivande till inspelning. Larry David skrev också manus till flera avsnitt i sjätte och sjunde säsongerna.
Serien hade under åren stigit i popularitet bland både kritiker och tittare. Det stora genombrottet hade kommit i och med den fjärde säsongen då serien vann en Emmy för avsnittet The Contest. Under den sjätte säsongen klev Seinfeld upp på förstaplatsen bland de mest sedda tv-programmen i USA.
Seinfeld tänjde stundtals på gränserna för vilka ämnen som ansågs passande i en tv-serie. Det avsnitt som väckte störst anstöt var ovan nämnda The Contest, som kretsade kring onani. Andra ämnen som ansågs vågade var till exempel homosexualitet (The Massage, The Outing, The Beard), låtsade orgasmer (The Mango), aborter (The Couch) och (den påstådda) driften med handikappade i avsnittet The Bubble Boy. Att dessa ämnen togs upp i serien väckte protester från flera håll, men publiciteten detta skapade bidrog troligen till att serien fick ännu fler tittare.
En stor förändring inträffade efter den sjunde säsongen (1996–1997), då Larry David, seriens skapare och exekutiva producent, hoppade av. David kände att han hade bidragit med vad han kunnat och ville sluta på topp. Efter detta tog serien delvis en annan riktning. Från att ha varit inriktad främst på relationer och vardagliga ämnen blev serien alltmer farsartad och crazy. Handlingens tempo höjdes och storyerna blev mindre realistiska. Rollfigurerna fick betydligt mindre djup och liknade ibland mest parodier på sig själva.
Seinfeld hade nu högre tittarsiffror än någonsin, men många kritiker och tittare tyckte att seriens kvalitet sjunkit. Tidningen The New York Post genomförde en enkät om serien bland sina läsare där mer än hälften ansåg att Seinfeld inte levde upp till sin tidigare höga kvalitet. Trots detta ansåg många att den fortfarande var sevärd, och roligare än de flesta andra komediserier.
I slutet av 1997 beslutades att Seinfeld, efter nio säsonger, och trots rekordhöga tittarsiffror, skulle läggas ned. Larry David återvände för att skriva det allra sista avsnittet, The Finale, som sändes 14 maj 1998.
Serien visas fortfarande i repris både i USA och många andra länder. Samtliga nio säsonger är utgivna på DVD (åtta boxar à fyra skivor).

## Seriens avsnitt
När piloten gjordes var det tänkt att serien skulle heta "the Seinfeld Chronicles". Det kortades till Seinfeld från och med säsong ett. I avsnittet "The Pilot" får huvudpersonerna Jerry Seinfeld och George Costanza i uppdrag att göra en TV-serie, den får namnet "Jerry".
Danny DeVito var från början tänkt att spela George.
Nästan alla speciella händelser och situationer i serien är något som manusförfattarna själva varit med om.
I flera avsnitt finns någonting som har med Stålmannen att göra. Exempelvis som leksaksdocka, kylskåpsmagnet eller som referenser i dialog eller handling.
Pilotavsnittet och det andra avsnittet i första säsongen är de enda avsnitten vars namn inte heter någonting på The... (The Contest, The Puffy Shirt). Dessa två avsnitt heter Good News Bad News respektive Male Un-bonding.
Skådespelerskan Julia Louis-Dreyfus, som spelar Elaine, var gravid två gånger under seriens gång. Det doldes med flera lager kläder. Elaine saknas i tre av avsnitten, nämligen: pilotavsnittet Good News Bad News samt säsong fyras två första avsnitt The Trip, part 1 och The Trip, part 2. George Costanza är inte med i "The Pen", säsong tre, men resten är han med i. Kramer dyker inte upp i avsnitten The Pen eller The Chinese Restaurant (säsong 2).
Kramers förnamn, Cosmo, avslöjades inte förrän den sjätte säsongen. När kunskapen om hans förnamn, och nyhetens behag, lagt sig hos de andra rollfigurerna kallades han fortsättningsvis för Kramer.
Grannen och brevbäraren Newman är med i 47 avsnitt. Det är flest av alla bifigurerna.
Jerrys far, Morty Seinfeld, har spelats av två olika skådespelare. Det har även Georges far, Frank Costanza, liksom Elaines chef, Mr Lippman, och Georges antagonist från barndomen, Lloyd Braun.
Den gröna Klein-cykel som hänger på väggen i Jerrys lägenhet, hängdes inte upp förrän efter halva tredje säsongen, och är medspelaren Michael Richards idé och cykel. Den byttes också ut i ett par avsnitt under säsong 5, men ersattes av samma igen efter ett kort tag. 
Jerry har alltid på sig gymnastikskor, ofta sneakers. Varje gång känslan av nya skor försvann, gav han bort skorna till frälsningsarmén. 
När Jerry Seinfeld beslutade sig för att avsluta serien erbjöds han 5 miljoner dollar per avsnitt. Han valde att tacka nej till det och hamnade därmed i Guinness rekordbok.